# Qualitat de l'aire interior

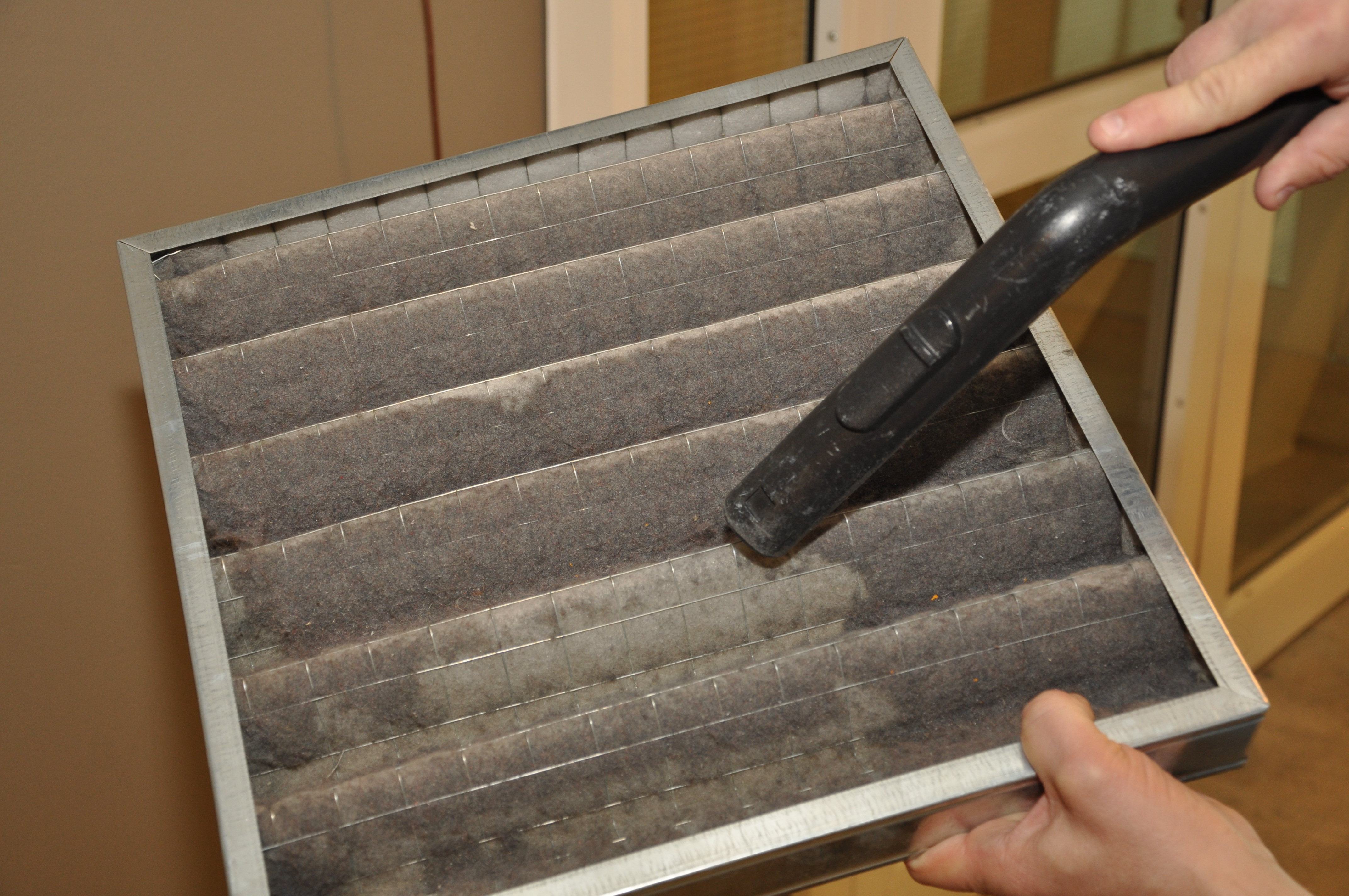
Un filtre d'aire i una aspiradora

La qualitat de l'aire interior (en anglès:Indoor air quality (IAQ) és un terme que fa referència a la qualitat de l'aire dins i al voltant dels edificis i estructures, especialment pel que fa a la salut i la comoditat dels ocupants de l'edifici.
L'IAQ pot veure's afectada per gasos (incloent monòxid de carboni, radó, compostos orgànics volàtils,  partícules, microorganismes contaminants, fongs de floridura, bacteris, o qualsevol estressor de massa o energia que pugui induir condicions adverses de salut. El control de la font, la filtració i l'ús de la ventilació per diluir els contaminants són els mètodes primaris per millorar la qualitat de l'aire interior en la majoria dels edificis. Les unitats residencials poden millorar la qualitat de l'aire interior mitjançant la neteja rutinària de catifes i moquetes.
La determinació de IAQ implica la recollida de mostres d'aire, la monitorització de l'exposició humana a contaminants, la recollida de mostres en superfícies de construcció i la modelització de computació del flux d'aire a l'interior dels edificis.
IAQ forma part de IEQ, que inclou IAQ, així com altres aspectes físics i psicològics de la vida en interiors (p. Ex. Il·luminació, qualitat visual, acústica i comoditat tèrmica).
La contaminació de l'aire d'interiors és un problema de salut. Una font principal de la contaminació de l'aire en interiors en els països en desenvolupament es la crema de biomassa per escalfar o per cuinar. L'exposició resultant als alts nivells de matèries en partícules va resultar entre 1,5 i 2 milions de morts el 2000.